# Bill Parker (Comicautor)
William H. Parker Jr., meist kurz Bill Parker genannt (* 11. September 1911 in East Orange, New Jersey; † 31. Januar 1963 in New York City) war ein US-amerikanischer Comicautor und Verlagsredakteur. Parker wurde vor allem als Schöpfer der Comicfigur Captain Marvel bekannt.

## Leben und Arbeit
Parker begann in den 1930er Jahren für den Verlag Fawcett Publications zu arbeiten, für den er zunächst an Pulpmagazinen mitwirkte. Ab 1939 wurde Parker für Fawcetts Comicabteilung, Fawcett Comics tätig, für die er an solchen Serien wie Spy Smasher, Ibis the Sorcerer und vor allem Captain Marvel schrieb. Die zuletzt genannte Serie, die zunächst als Feature im Heft Whiz Comics erschien, wurde dabei zum größten kommerziellen Erfolg von Fawcett Comics und war in den 1940er Jahren zeitweise die sich am besten verkaufende Comicserie der Vereinigten Staaten.
Die von Parker und seinem Zeichner C. C. Beck geschaffene Figur des magischen Superhelden Captain Marvel, alias Billy Batson, wird dabei bis heute vom Time-Warner-Konzern, der über seine Tochterfirma DC-Comics, in den späten 1950er Jahren die Rechte an Captain Marvel erwarb, vermarktet. Neben zahllosen Comics über den Charakter hat Time Warner unter anderem eine Zeichentrickserie, die in den 1970er Jahren ausgestrahlt wurde, sowie diverse Spielzeugprodukte zu Captain Marvel produziert.
Parkers Karriere als Comicautor erlitt einen Einschnitt durch seine Teilnahme am Zweiten Weltkrieg. Er starb 1963.